# Эльгстрём, Анна Лена
Анна Хелена Мария (Анна Лена) Эльгстрём (швед. Anna Helena Maria (Anna Lenah) Elgström; 29 декабря 1884, Хельсингборг — 23 декабря 1968, Стокгольм) — шведская писательница, журналистка и борец за мир.

## Биография и творчество
Анна Лена Эльгстрём родилась в 1884 году в Хельсингборге. В раннем возрасте она хотела стать художницей и поступила в Техническую школу (Tekniska skolan) в Стокгольме. В 1908 году она вместе с братом поехала в Париж, где продолжала учиться, а также создавала мозаики и росписи по стеклу. В те же годы она начала писать: вначале это были своего рода путевые заметки, которые из Парижа она рассылала по разным шведским газетам. В 1912 году Анна Лена Эльгстрём вышла замуж за Густафа Колийна, театрального деятеля, и через два года у неё родилась дочь.
Литературный дебют Анны Лены Эльгстрём состоялся в 1911 году, когда была опубликована её книга «Gäster och främlingar», получившая положительные отзывы критики. Одним из самых известных её произведений стала трилогия об Эльсе Хольм, «Den kloka Elsa», повествующая о постепенном превращении девочки в юную женщину.
В годы Первой мировой войны Анна Лена занималась в основном журналистикой, заняв позицию радикальной пацифистки. В 1915 году она участвовала в Международном женском конгрессе за мир и свободу в Гааге, в 1916 году — в конференции по вопросам мира в Стокгольме. Образцом для неё стала Розика Швиммер, известный борец за мир. В 1917 году Анна Лена, совместно с Элин Вегнер и Фридой Стенхофф, написала посвящённую ей книгу «Den kinesiska muren: Rosika Schwimmers kamp för rätten och hennes krig mot kriget». В том же году она стала соучредительницей Ассоциации за гуманистическую политику (Förbundet för humanistisk politik). Пацифизм Эльгстрём был тесно связан с феминизмом в духе Эллен Кей: она много писала о беззащитности матерей и детей в военное время, вынужденных страдать по вине мужчин. Этой теме посвящён её сборник рассказов «Mödrar», впервые изданный в 1917 году и затем многократно переиздававшийся. В 1919 году писательница стала одним из основателей организации Rädda Barnen («Спасём детей»).
В середине 1930-х годов, находясь в Испании и ведя репортажи о гражданской войне, Эльгстрём несколько изменила свои взгляды, допуская отныне неизбежность насилия и военных действий в определённых обстоятельствах. В 1936 году она организовала Шведский женский комитет для испанских детей (Svenska Kvinnokommittén för Spaniens barn), председателем которого была с 1936 по 1940 год. В начале Второй мировой войны Эльгстрём участвовала в оказании помощи Финляндии, а в 1940 году была членом комитета по оказанию помощи беженцам.
Анна Лена Эльгстрём много путешествовала, побывав, в частности, в различных странах Европы, в США, в Африке и в Советском Союзе. В качестве журналистки она сотрудничала с такими изданиями, как Social-Demokraten, Morgon-Tidningen и Sydsvenska Dagbladet Snällposten. Ещё одной интересовавшей её темой была религия: она выросла в христианской семье, придерживавшейся идей ривайвелизма (её родственницей по материнской линии была Лина Санделль-Берг), а в 1948 году перешла в католицизм и сотрудничала с католическим журналом Credo.
В общей сложности Анна Лена Эльгстрём написала около тридцати романов, сборников рассказов, эссе и путевых заметок. Писательница умерла в 1968 году. В её честь была названа одна из улиц в Эребру.